# Ibis alablanc
L'ibis alablanc (Theristicus caudatus) és una espècie d'ocell de la família dels tresquiornítids (Threskiornithidae) que habita aiguamolls i estanys de la sabana al centre i est de Colòmbia, nord i centre de Veneçuela, Guyana i Guaiana Francesa i cap al sud, per Brasil fins a Bolívia a l'est dels Andes, el Paraguai, Uruguai i nord de l'Argentina.